# 丽水市广播电视总台
丽水市广播电视总台，是中华人民共和国浙江省丽水市的一个广播电视播出机构，2006年10月由原丽水人民广播电台、丽水电视台合并组建而成。总台旗下拥有2个电视频道、3个广播频率，另有《丽水广播电视报》、丽水在线网、电视发展公司和丽水华数数字电视公司等机构。总台台址位于处州公园东北角。

## 历史
1993年以前，丽水全境仅能收听到由丽水中波转播台转播发射的中央人民广播电台第一套节目、第二套节目和浙江人民广播电台第一套节目（现浙江之声），无本地广播频率。1992年下半年，丽水人民广播电台在丽水中波转播台基础上筹建，1993年6月试播，同年7月1日正式开播。
而丽水电视台于1985年5月成立，1989年10月1日通过24频道播出节目。2006年10月，丽水人民广播电台、丽水电视台合并组建丽水市广播电视总台。

## 旗下资产

### 电视频道
| 頻道名稱     | 语言              | 广播格式                    | 啟播時間 | 频道前身                              | 備註                                                                     | 備註 |
| 新闻综合频道 | 普通話            | SD: PAL 576i 16:9 HD：1080i |          | 丽水电视台                            | 丽水市第一個无线電視頻道，現時以新聞、時事、專題類節目為主               |      |
| 公共频道     | 普通話 吳語上麗片 | SD: PAL 576i 16:9 HD：1080i |          | 丽水有线电视台 丽水电视台经济生活频道 | 以经济、生活服务类节目为主的政策性電視頻道，亦播出丽水市下辖各縣市的節目 |      |

### 广播频率
| 頻道名稱     | 语言   | 频道频率 | 啟播時間 | 频道前身         | 備註                                                                                         |
| 综合广播     | 普通話 | FM94.0   |          | 丽水人民广播电台 | 以新聞為主，集新聞性、公益性、服務性、監督性為一體的綜合頻率                                 |
| 交通音乐广播 | 普通話 | FM106.9  |          |                  | 主要為駕車人士服務的頻率，提供路況播報、生活資訊、服務類、文化娛樂新聞、文學、音樂、娛樂節目 |